# 杞僖公
杞僖公（？—前487年），《史記》稱杞釐公，姒姓，名遂（一说名过），是杞国的第16任君主，杞隐公之弟，于隐公即位当年杀了兄长，自立为君主，在位19年，传于其子杞湣公。

## 子女
- 杞湣公，有一子杞出公
- 杞哀公